# Ronald van Raak
Antonius Adrianus Gerardus Maria (Ronald) van Raak (Hilvarenbeek, 30 oktober 1969) is een Nederlands historicus en voormalig politicus. Namens de Socialistische Partij (SP) was hij achtereenvolgens lid van de Eerste Kamer der Staten-Generaal en Tweede Kamer der Staten-Generaal. Sinds 2021 is hij hoogleraar 'Erasmiaanse waarden' aan de Erasmus Universiteit Rotterdam.

## Biografie

### Jeugd, studie, start loopbaan
Na in Tilburg de havo en het vwo te hebben doorlopen aan het St.-Odulphuslyceum studeerde Van Raak maatschappijgeschiedenis en filosofie aan de Erasmus Universiteit te Rotterdam. Zijn afstudeerrichting bij filosofie betrof de geschiedenis van het denken. Hij promoveerde in 2000 aan de Universiteit van Amsterdam op een proefschrift over het conservatisme. Het jaar daarop werd hij bij deze universiteit als docent geschiedenis aangesteld. Van Raak was enige jaren redacteur van het tijdschrift Geschiedenis van de wijsbegeerte in Nederland.

### Politieke carrière
Van Raak werd in 2000 actief voor de SP. Bij de Eerste Kamerverkiezingen 2003 werd hij gekozen in de Eerste Kamer. In datzelfde jaar werd hij directeur van het Wetenschappelijk Bureau van de SP. In de senaat richtte hij zich op onderwijs, wetenschapsbeleid, cultuur, financiën, volkshuisvesting en ruimtelijke ordening. Bij de Tweede Kamerverkiezingen 2006 stond hij op een zevende plaats op de kandidatenlijst van de SP. De SP haalde 25 zetels en Van Raak maakte de overstap van de Eerste Kamer naar de Tweede Kamer. Ook legde hij op dat moment zijn functie als directeur van het wetenschappelijk bureau neer en werd (onbezoldigd) voorzitter hiervan. Van Raak was in de Tweede Kamer namens zijn partij verantwoordelijk voor de beleidsterreinen Binnenlandse Zaken en Koninkrijksrelaties en veiligheid en hield zich onder meer bezig met de bestrijding van fraude en corruptie, bestrijding van terrorisme en versterking van de democratie. Ook was hij lid van het presidium van de Tweede Kamer. Hij hield zijn maidenspeech op 6 december 2006 over de begroting van het ministerie van Algemene Zaken. Bij de Tweede Kamerverkiezingen in 2010, 2012 en 2017 werd hij herkozen.
Ronald van Raak is de initiatiefnemer van de Wet Huis voor klokkenluiders. Zijn initiatief leidde in 2013 tot een wetsvoorstel van zeven partijen in het parlement om voorwaarden voor het melden van misstanden binnen organisaties te verbeteren en klokkenluiders beter te beschermen. Uiteindelijk werd het voorstel in 2016 door de Eerste Kamer aangenomen en daarmee van kracht. Het Huis voor klokkenluiders werd datzelfde jaar in Utrecht geopend. Verder maakte hij zich sterk voor hantering en verplichting van de Roemernorm, in 2010 geïntroduceerd door SP-voorman Emile Roemer en overgenomen door de regering, waarin vastgelegd is dat overheden niet meer dan tien procent van de personeelskosten aan externe krachten mag besteden.
In 2020 en 2021 stemden achtereenvolgens de Tweede en Eerste Kamer in met een wetsvoorstel van Van Raak om een bindend correctief referendum mogelijk te maken. Een eerdere poging was in 2017 mislukt, mede omdat de verantwoordelijk minister Kajsa Ollongren toen nog tegen was. Om het voorstel wet te maken is een grondwetswijziging nodig. Hiervoor dient na verkiezingen een twee derde meerderheid van beide Kamers akkoord te gaan met het voorstel. Van Raak maakte zich in Den Haag tevens sterk voor afschaffing van de wachtgeldregeling voor politici. Een voorstel om deze te vervangen door een reguliere WW-uitkering haalde het echter niet.
Bij de aankondiging van zijn afscheid van het parlement gaf hij aan dat hij voor het eerst in zijn politieke loopbaan van links tot rechts kritiek hoorde uiten op het marktdenken en op het individualisme. De Algemene beschouwingen in 2020 waren dan ook in zijn ogen de interessantste die hij had meegemaakt. Als langstzittende vertrekkende Kamerlid mocht hij 30 maart 2021 de Tweede Kamer toespreken.

### Na het Kamerlidmaatschap
Per 1 april 2021 trad Van Raak als hoogleraar 'Erasmiaanse waarden' in dienst van de Erasmus Universiteit Rotterdam. Binnen de SP leidt hij vanaf 2021 het proces om tot een actualisering van het beginselprogramma Heel de Mens te komen. Een concept werd op 22 oktober 2022 tijdens het 50-jarige jubileum van de partij gepresenteerd.

### Overige werkzaamheden
Van Raak was recensent voor De Nieuwe Liefde en is columnist voor ThePostOnline. Hij schreef opiniestukken voor onder andere de Volkskrant en NRC Handelsblad.

## Werken
- De moderne dwaas. Bertolt Brecht en de moderne zingeving (1997)
- In naam van het volmaakte: conservatisme in Nederland in de negentiende eeuw van Gerrit Jan Mulder tot Jan Heemskerk Azn. (dissertatie, 2001)
- De uitverkoop van Nederland (vierdelige brochureserie over het onderzoek naar de liberalisering in Nederland, 2001-2003) (samen met N. Schouten)
- Oud licht op nieuwe zaken. Adviezen van Erasmus, Spinoza, Thorbecke, Multatuli, Huizinga en anderen (essays, 2003)
- Socialisme, what's left? (redactie, essays, 2004)
- Modern Socialisme (brochure in de serie Actuele Onderwerpen, 2006)
- Een gedeelde toekomst: voorstellen voor participatie, emigratie en integratie (samen met S. Karabulut, 2008)
- Het rijke rooie leven. Verhalen over socialisme in Nederland (essays, 2006)
- Socialisten. Mensen achter de idealen (redactie, essays, 2008)
- Woorden in de strijd (redactie, essays, 2010)
- Op zoek naar vrijheid. Een filosoof in de politiek (essays, 2012).
- Op zoek naar ons, De politiek door andere ogen (2015)
- De Tweede Kamer is geen talkshow (2017)
- Het Binnenhof blijft verbazen (2018)
- Denken op de dijken: Het Nederland van de filosofen (2020)
- De bovenbazen: De moraal achter het kapitaal (2020)
- Stel een daad: Het ondernemende socialisme van de SP, 1972-1999 (2021)

diverse publicaties over politieke vernieuwing

## Uitslagen verkiezingen
| Verkiezingen                  | Plaats Van Raak | Zetels SP | Aantal stemmen |
| ----------------------------- | --------------- | --------- | -------------- |
| Tweede Kamerverkiezingen 2003 | 26 (lijst SP)   | 9         |                |
| Tweede Kamerverkiezingen 2006 | 7 (lijst SP)    | 25        |                |
| Tweede Kamerverkiezingen 2010 | 5 (lijst SP)    | 15        | 2.583          |
| Tweede Kamerverkiezingen 2012 | 3 (lijst SP)    | 15        | 4.527          |
| Tweede Kamerverkiezingen 2017 | 4 (lijst SP)    | 14        | 4.378          |
| Tweede Kamerverkiezingen 2021 | 49 (lijst SP)   | 9         | 325            |

## Citaat
- "Ik [heb] weleens voorgesteld om de naam onwetenschappelijk bureau te gebruiken."[11] Over het wetenschappelijk bureau van de SP
- "Zij die zo opgeven van hun eigen kosmopolitisme, koesteren vaak een abstracte solidariteit met mensen in Afrika of Afghanistan, maar hebben een angst voor mensen en hun opvattingen uit de achterstandswijk een paar straten verderop." (In 'Op zoek naar vrijheid. Een filosoof in de politiek')